# Vin de voile

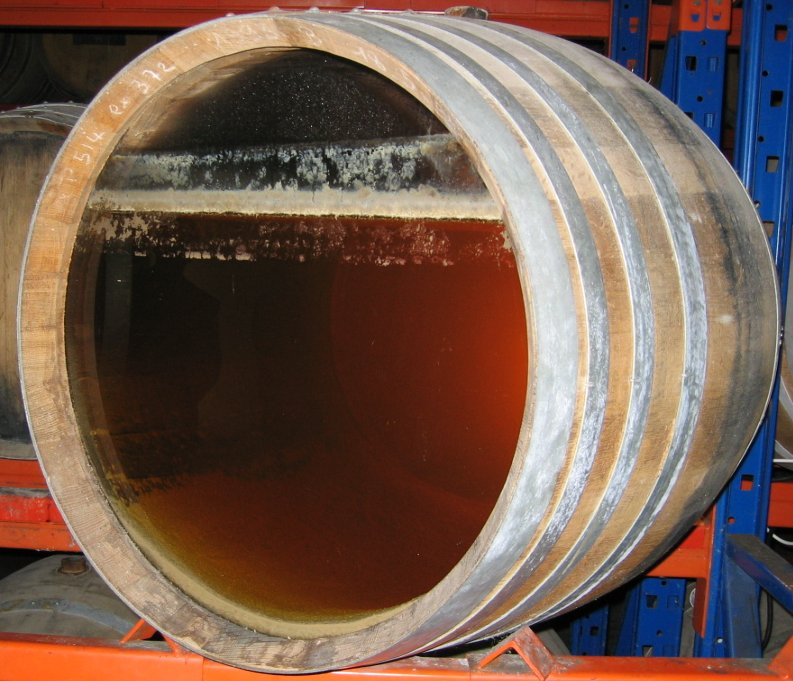
voile de levures à la surface d'un vin jaune du Jura.

Le vin de voile, ou vin sous voile, est un vin blanc élevé en rancio par exploitation des principes biochimiques et physico-chimiques d'une « prise de voile ». Celle-ci consiste en la formation d'un biofilm à la surface du vin, biofilm qui résulte d'un levurage naturel post-fermentaire lors d'un élevage en fût non ouillé. La présence de ce voile permet de maîtriser l'acidité volatile du vin pour lui conférer des caractéristiques organoleptiques complexes et une grande capacité de garde, au terme d'un élevage de longue durée.

## Élevage en vin de voile
Le vin ayant achevé sa fermentation malolactique, sans avoir été sulfité ni débourbé, est élevé dans un chai aéré sous fûts de bois usagés facilitant un levurage naturel. Durant cet élevage, les fûts ne sont pas complètement remplis et la « part des anges » n'est pas compensée par ouillage pour permettre une « prise de voile » et la conservation du voile de levures en résultant.  
Le biofilm aérobie (de type Mycoderma vini) se développant à la surface du vin est constitué par une colonie de levures saccharomyces bayanus qui asphyxie les bactéries acétiques risquant de provoquer une piqûre acétique. En permettant ainsi de maîtriser l'acidité volatile du vin, ce voile de levures autorise un long élevage oxydatif (plus de 6 ans pour le vin jaune du Jura). Un soutirage partiel en solera complète éventuellement l'élevage, à l'instar notamment de celui du xérès.   
Ce long élevage du vin lui apporte une palette d'arômes et de flaveurs complexe : rancio (dû notamment à la présence de sotolon), boisé, arômes résultant du voile de levures... En outre, les réactions physico-chimiques résultant de cet élevage spécifique confèrent au vin de voile une excellente capacité d'évolution à la garde.
Un dzi est utilisé pour la dégustation du vin sur fût, sans avoir à utiliser de pipette qui percerait le voile de levure.

## Vins de voile
Quelques vins de voile : xérès, manzanilla, vin jaune du vignoble du Jura, vin de voile de Robert et Bernard Plageoles et Michel Issaly dans le vignoble de Gaillac, Cuvée-garrigue obtenue à partir de macabeu au domaine Jorel dans le vignoble de Maury...